# ウイリーパンツ
ウイリーパンツは、幼児が穿く短ズボン。

## 概要
- 裾はゴムを入れて絞ってあることからブルマー扱いされることもある（ただし生地はブルマーのものより薄手である）。
- 保育所や幼稚園では、水遊びの際に水着代わりに用いられることもある。
- 基本的には男女共用であるが、色で分けることもある。